# Hackelia nervosa
Hackelia nervosa är en strävbladig växtart som först beskrevs av Albert Kellogg, och fick sitt nu gällande namn av Ivan Murray Johnston. Hackelia nervosa ingår i släktet Hackelia och familjen strävbladiga växter. Inga underarter finns listade i Catalogue of Life.

## Bildgalleri

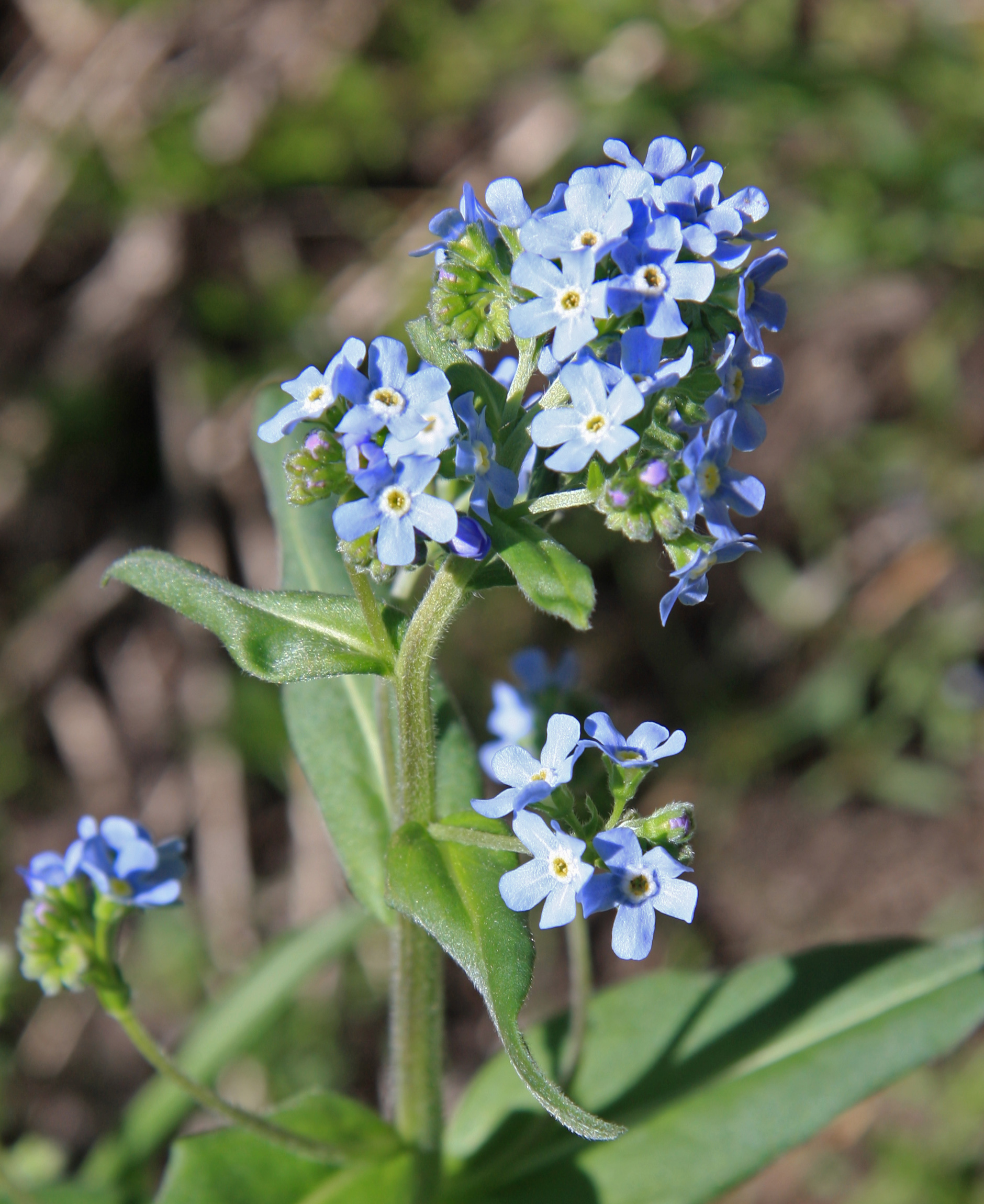
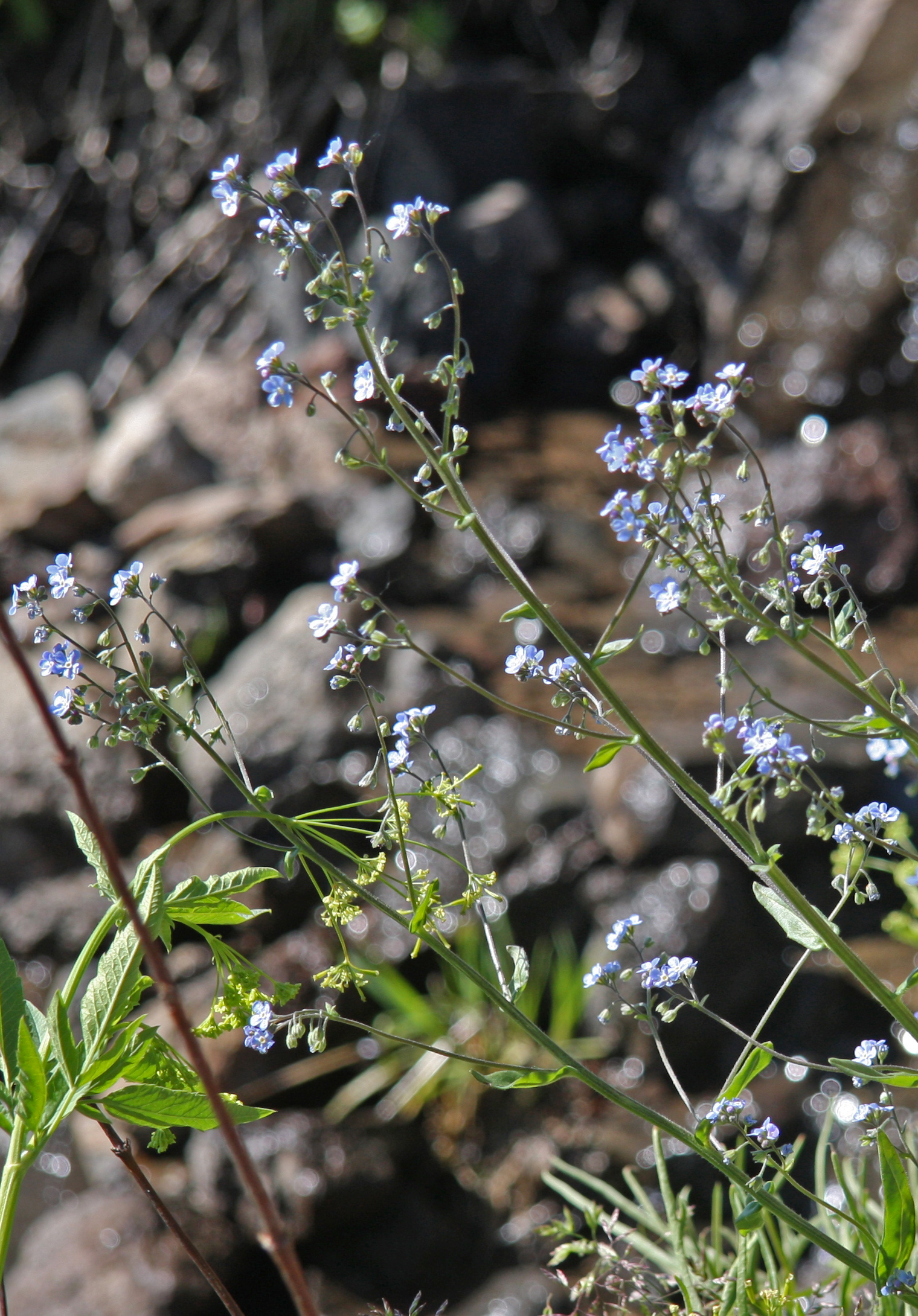
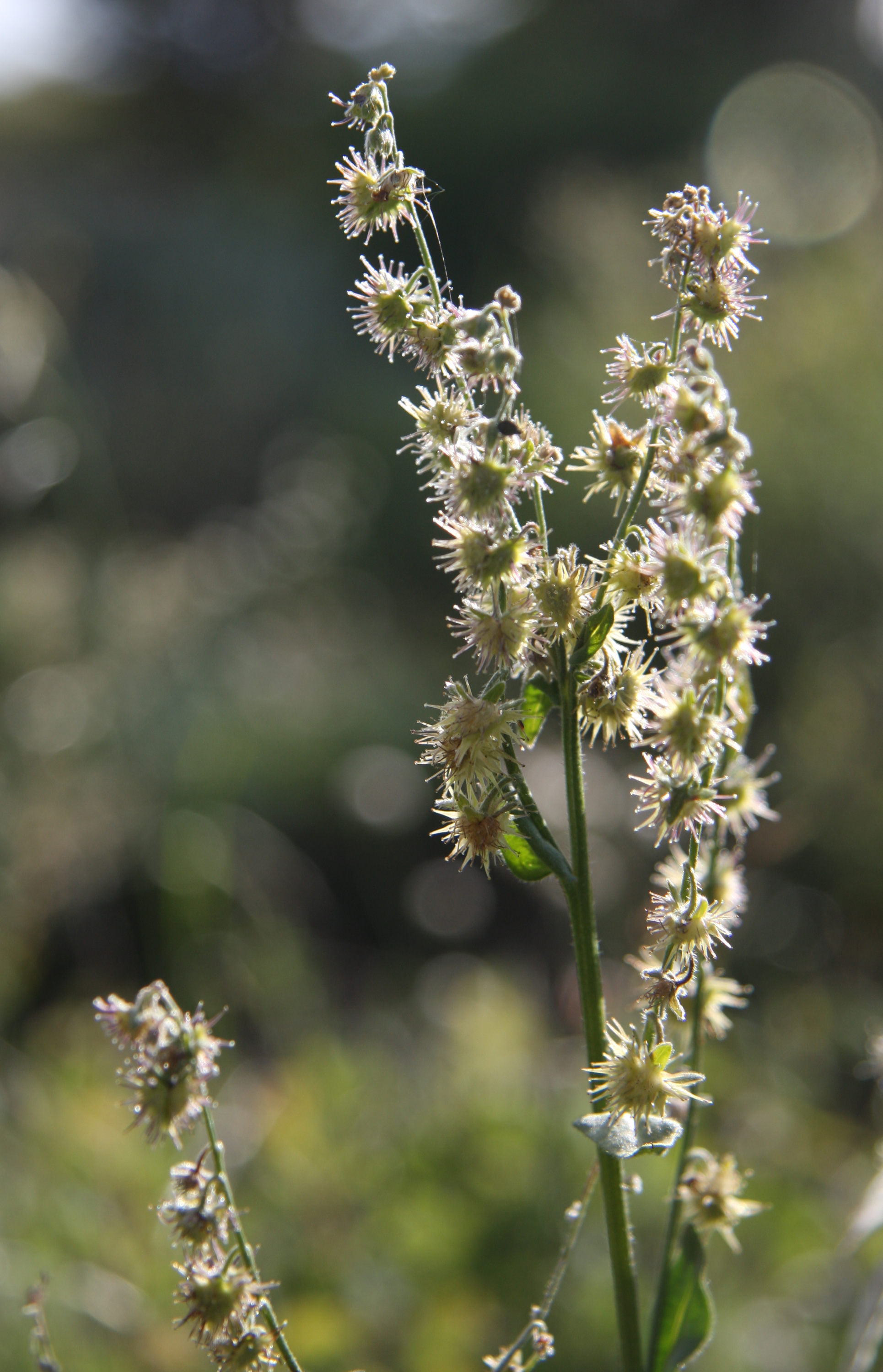